# Lennon et Maisy Stella
Lennon & Maisy sont deux sœurs chanteuses et musiciennes canadiennes. Elles sont connues pour leurs rôles de Maddie et Daphné Conrad dans la série Nashville, diffusée sur ABC depuis 2012.

## Biographie
Lennon Ray Louise est née le 13 août 1999 et Maisy Jude Marion le 13 décembre 2003 à Oshawa, en Ontario (Canada). Leurs parents, Brad et Marylynne Stella, forment, eux aussi, un duo, nommé The Stellas (en). Lennon et Maisy ont grandi dans une ferme isolée à Claremont, Ontario (en). Étant nées dans une famille bercée par la musique, elles se sont intéressées à ce domaine dès leur plus jeune âge. Lennon a obtenu sa première guitare à cinq ans et son père, un guitariste expérimenté, lui a appris à jouer. Bien qu'aucune des deux n'ait jamais pris de leçons de chant ou d'instruments de musique, elles jouent de nombreux instruments et chantent toutes les deux ensemble. En 2009, la famille déménage à Nashville (Tennessee, États-Unis), où elle réside depuis.
En septembre 2024, Maisy confirme sa liaison avec Bella Ramsey.

### Carrière
Bien que la musique soit la première passion des filles, Maisy était toujours intéressée par le métier d'actrice et avait joué dans plusieurs publicités et des vidéos de musique quand elle était plus jeune. Ainsi, quand leur maman a pris connaissance d'un rôle dans une nouvelle série de la chaîne ABC autour de la ville de Nashville, Maisy a immédiatement auditionné. Aux étapes finales du processus d'audition, les agents de casting ont également découvert la grande sœur de Maisy, Lennon, et ont décidé que les deux filles auraient toutes les deux un rôle dans la série. Lennon et Maisy ont commencé à jouer dans la série d'ABC "Nashville" en octobre 2012 aux côtés de Connie Britton, Charles Esten, Clare Bowen et Hayden Panettiere. Pour qu'elles fassent leur publicité, elles postent régulièrement des vidéos sur YouTube et depuis, leur carrière a décollé. Aujourd'hui, leurs vidéos comptent plus de 50 millions de vues et leur chaîne plus de 500 000 abonnés.
Lennon et Maisy sont reconnues également pour avoir chanté la chanson Ho Hey du groupe The Lumineers sur l'album The Music of Nashville (Season 1, Volume 1). Leur version atteint le Top 40 dans le Hot Country Songs.
Lennon et Maisy continuent à figurer dans la série Nashville faisant partie des actrices principales. Elles continuent également d'aller à l'école et leurs professeurs font tout pour favoriser leurs carrières de comédiennes et de chanteuses,,.
Le 10 avril 2017, la série Nashville a été renouvelée pour une sixième saison, qui sera la dernière.

## Filmographie
- 2012 - 2018 : Nashville : Maddie et Daphné Conrad
- 2024 : Mon futur moi (My Old Ass) de Megan Park : Elliott jeune (uniquement Maisy)
- 2025 : Flowervale Street de David Robert Mitchell (uniquement Maisy)

## Discographie

### Albums
- 2012 : Lennon and Maisy (Live YouTube Sessions)

### Singles
- 2013 : Ho Hey
- 2013 : A Life That's Good
- 2014 : Love
- 2014 : That's What's up
- 2015 : Boom Clap

### Chansons
- 2012 : Call Your Girlfriend issu de l'album Lennon and Maisy (Live YouTube Sessions)
- 2012 : I Won't Give Up issu de l'album Lennon and Maisy (Live YouTube Sessions)
- 2012 : Headlock issu de l'album Lennon and Maisy (Live YouTube Sessions)
- 2012 : Telescope issu de l'album The Music of Nashville: Season 1 Volume 1
- 2012 : Christmas Coming Homme
- 2013 : Ho Hey issu de l'album The Music of Nashville: Season 1 Volume 2
- 2013 : A Life That's Good issu de l'album The Music of Nashville: Season 2 Volume 1
- 2013 : Share with You issu de l'album The Music of Nashville: Season 2 Volume 1
- 2014 : That's What's Up
- 2014 : Believing issu de l'album The Music of Nashville: Season 2 Volume 2
- 2014 : Joy Parade issu de l'album The Music of Nashville: Season 2 Volume 2
- 2014 : The Blues Have Blown Away
- 2015 : Boom Clap
- 2015 : In the Waves
- 2015 : Ain't No Rest for the Wicked
- 2015 : Lean On